# Inkle
Inkle是一家主要制作文字冒险游戏的游戏公司，于2011年11月在英国伦敦成立。他们制作的游戏有80days、Sorcery!。由于他们开发的游戏均要求玩家具有一定的英文水平，所以在中国大陆不是非常流行。但是也有许多玩家体验了他们的游戏。

## 作品

### 处女作
Inkle于2011年11月由Jon Ingold和Joseph Humfrey创立。
公司开发的第一款游戏是改编自玛丽·雪莱的小说《科學怪人》的文字冒险游戏。玩家可以在这款游戏中做出自己的选择。但是英国《卫报》指出用户实质上改变不了剧情的走向。这款游戏的主笔是著名的游戏书作者Dave Morris，出版商是Profile Books。这款游戏发布后反响不错，Kirkus Reviews、英国卫报都对这款游戏做出了不错的评价。

### Sorcery!
在2013年5月Inkle发行了Sorcery!系列小说的第一部：Sorcery! (video game)。这款游戏改编自英国著名游戏设计师史蒂夫·傑克遜 (英國)的一本游戏书。Sorcery! (video game)这部作品受到了外界的广泛称赞，它游戏媒体IGN称赞为“当传统形式的叙事与当代游戏设计思想碰撞后能够得到的最佳案例。”游戏的影响在之后依旧不断扩大。
Inkle也曾在Penguin Books合作的过程中开发出了两款应用程序。其中一款名为“用心感悟诗歌”。这款游戏旨在帮助用户学习诗歌，并被Kirkus Reviews评为2013年最佳书籍之一。在同一年里Inkle也与纽约时代周刊最佳畅销书作者Kelley Armstrong展开合作，制作了Cainsville系列书籍的先行版小说。

### 80days
2014年7月31日，Inkle发布了他们的另一部作品80days。这款游戏受到了来自游戏媒体Gamasutra和纽约时报、每日电讯报的好评。 

### Inklewriter
Inkle也创建了一个用于在线创建文字冒险游戏的工具。
inklewriter。这个工具被用于学校教学，也被一些游戏开发者所使用。比如Stoic Studios就用它来帮助他们开发游戏The Banner Saga.